# Kane & Lynch 2: Dog Days
Kane & Lynch 2: Dog Days è un videogioco di tipo sparatutto in terza persona, creato da IO Interactive e pubblicato per PlayStation 3, Xbox 360 e Microsoft Windows il 17 agosto 2010 negli Stati Uniti e il 20 agosto 2010 in Europa. È il seguito di Kane & Lynch: Dead Men e ha come protagonista Lynch.

## Trama

### Prologo
Dopo i sanguinosi eventi di Kane & Lynch: Dead Men a Cuba il duo di criminali si è diviso e ognuno ha intrapreso la sua strada. Kane e sua figlia si sono salvati, ma ovviamente quest'ultima non vuole più saperne del padre, per cui l'ex mercenario è ritornato alla sua attività riuscendo solamente a distruggere ancora di più la sua vita. Lynch è approdato a Shanghai dove si è rifatto una vita con l'amata compagna Xiu riuscendo persino a tenere sotto controllo gli effetti della sua schizofrenia ed è rientrato a far parte di una banda di piccoli criminali sotto il controllo di un inglese chiamato Glazer. Le loro vite proseguivano separate finché Glazer non ha proposto un affare al suo uomo di fiducia, Lynch: contrabbandare armi in Africa illegalmente. Ma per una missione del genere c'è bisogno di un altro uomo, qualcuno di capace e fidato ed è così che Lynch contatta il suo vecchio alleato.

### Dog Days

Una scena del gameplay.

Kane arriva a Shanghai. Lynch scorterà Kane al suo albergo, poi si incontreranno con Glazer per un briefing e infine ceneranno con Xiu prima di partire per la missione. Ma prima di fare tutto questo Lynch deve sbrigare una faccenda. Deve solo spaventare un criminale chiamato Barry. Raggiunto l'appartamento dell'obbiettivo i due fanno irruzione e le cose degenerano immediatamente. Barry è armato e in compagnia di una prostituta nuda e con una raffica di colpi riesce a scappare. Kane e Lynch lo inseguono attraverso il mercato di Shanghai, ma l'uomo sembra protetto da moltissimi sicari. Quando finalmente riescono a prendere Barry, un colpo parte e uccide la prostituta. Lynch accusa Kane di essersi fatto partire un colpo, ma lui nega con sicurezza. Barry sembra terrorizzato e in un atto di follia si taglia la gola. Il duo è spiazzato, ma devono incontrare Glazer.
Nella macchina di Glazer, Kane viene aggiornato sui dettagli della missione, ma la discussione non dura molto. Una macchina tampona quella di Glazer e appena Kane e Lynch escono scoprono che un esercito di sicari ha trasformato l'ultimo tratto di autostrada in un campo di battaglia. In una sparatoria furibonda Kane, Lynch e Glazer riescono a fuggire. Quelli che li hanno attaccati sono gli uomini di Hssing, un boss criminale del posto famoso per la sua violenza e per le orrende torture che infligge ai suoi nemici. Qualunque sia il motivo della sua furia Kane & Lynch non possono fare finta di niente. I due vengono così inviati con un gruppo di altri uomini scelti al quartier generale di Hssing per trovare risposte.
Nonostante le speranza di Glazer di un chiarimento pacifico, gli uomini di Hssing cercano subito di eliminare il gruppo mandato in avanscoperta. Facendosi strada nel quartier generale, Lynch trova Hssing, lo cattura e lo tortura fino a farsi dire il perché di quelle aggressioni. Da qualche anno Hssing lavora per Shangsi, il signore del crimine di Shanghai: è lui a volerli morti. Il perché è spiazzante: la donna di Barry, uccisa all'inizio della storia era sua figlia. La notizia terrorizza gli uomini di scorta di Kane e Lynch che pur di non incorrere nell'ira di Shangsi cercano di ucciderli. I due ne escono miracolosamente, ma non possono dirlo a Glazer. Lynch dà appuntamento a Xiu in un ristorante. L'unico modo che hanno di salvarsi è fuggire da Shanghai al più presto.
Dopo ore d'attesa al ristorante, Xiu non si fa viva e Lynch inizia a temere il peggio. All'improvviso qualcosa esplode nella sala. La polizia cinese e i servizi speciali fanno irruzione nel locale e cercano di ucciderli. Anche loro sono sul libro paga di Shangsi. Lynch non può abbandonare Xiu e coinvolge Kane in una traversata della città assediata dai poliziotti e militari corrotti per raggiungere l'appartamento della donna. Kane è distrutto, ma lo segue, colpito da come un folle assassino come il suo compare possa essere guidato dall'amore. E così attraverso la città, i cantieri e i sobborghi, raggiungono l'appartamento. Ma la porta dell'appartamento è stata sfondata e Xiu non si trova all'interno.
La donna è viva, ma è braccata dalla guardia d'elite di Shangsi. Con ogni mezzo Lynch cerca di evitare che gli assassini raggiungano la donna, ma invano. Uno di loro la prende in ostaggio. Kane sostiene di avere il sicario nel mirino, ma Lynch non vuole rischiare. Così colpisce Kane e si consegna ai sicari a patto che lascino libera Xiu. Gli uomini di Shangsi catturano i due e non liberano la donna.
Kane e Lynch vengono portati al cospetto di Hssing che li tortura brutalmente. Lynch è costretto a sentire anche le urla di Xiu dalla stanza accanto senza sapere cosa le stiano facendo. A causa delle ferite, Lynch sviene e, creduto morto, viene scaricato tra i rifiuti. Ma, sebbene in fin di vita, si riprende e irrompe nella sala delle torture di Hssing e lo uccide spezzandogli il collo. Kane è vivo, ma per poco, mentre Xiu giace a terra senza vita. Lynch vuole vendetta e si abbandona alla disperazione, ma Kane lo riscuote. Gli promette che avrà la sua vendetta, ma in cambio dovrà assicurare a Kane l'affare che gli aveva promesso. Ha bisogno di quei soldi per assicurare un futuro a sua figlia. Lynch accetta. Trovano dei vestiti e si dirigono all'appuntamento con Glazer al cantiere navale per partire con la spedizione di armi.
Glazer è stato quasi annientato dalle forze di Shangsi. Ora non ha più nulla e furioso con i suoi due uomini li ha venduti al boss in cambio di tregua. La follia di Lynch esplode. Massacra gli uomini di Glazer e raggiunge il suo ex capo per ucciderlo. Kane gli chiede di risparmiarlo abbastanza da fargli dire dove sono i soldi per la spedizione visto che ormai l'affare è fallito. Glazer non fa in tempo a parlare, un cecchino lo uccide con un colpo alla testa. Il cantiere è preso d'assalto da militari al soldo di Shangsi. Glazer era solo un'esca per attirare il duo in trappola. Kane ha perso le speranze, devono solo riuscire a fuggire. Riescono a salire su un treno merci in partenza, ma i militari li catturano lo stesso.
In elicottero i due prigionieri stanno venendo portati a Shangsi, ansioso di compiere la sua vendetta, ma grazie a Kane i due riescono a eliminare le guardie che li sorvegliano e a prendere il controllo del mezzo. Le forze di Shangsi si allertano e accorrono per abbattere l'elicottero. Dopo furiosi combattimenti le forze del criminale hanno la meglio e i due precipitano sul tetto del grattacielo del temibile rivale.I due, allo stremo delle forze, si fanno strada all'interno del palazzo affrontando ondate di mercenari, in uno scontro talmente furioso da generare un incendio. Alla fine riescono a raggiungere la sala in cui si è barricato Shangsi. Di fronte ai nemici cerca di patteggiare offrendo loro un accordo. Ma Lynch non intende ascoltarlo e gli spara vendicando la morte di Xiu. Ancora una volta tutto ciò che rimane da fare è fuggire da Shanghai.
Secondo le informazioni di Lynch, all'aeroporto di Shanghai è posteggiato il Jet privato di Glazer, l'unica possibilità che hanno di fuggire dalla città. Sfortunatamente, raggiunto l'hangar, Kane e Lynch constatano che il jet è stato smantellato. C'è ancora una possibilità: dirottare un aereo in partenza. Braccati dalla polizia i due riescono a salire sull'aereo, minacciando l'equipaggio. L'aereo si allontana e così finiscono i giorni da cani di Kane & Lynch.

## Sviluppo
Visto il grande successo di vendite la IO Interactive ricevette il via libera per la produzione di un nuovo capitolo. Gli sviluppatori hanno lavorato per tre anni, riuscendo a rivoluzionare il gioco. tra le altre cose il gioco sarà caratterizzato da alcune soluzioni coraggiose, infatti gli sviluppatori, per migliorare l'immersione nel gioco, si sono affidati a un sistema di inquadrature e un modello d'illuminazione incostante. L'effetto è quello prodotto da un cameraman amatoriale, che ci segue durante il nostro girovagare.

## Promozione
Tutta la promozione del gioco, e in particolare i primi teaser, ha fatto leva sul look da ripresa amatoriale dato al gioco. Infatti il primo teaser trailer si trattava di un video di sorveglianza che riprende Lynch mentre sfonda una porta con una palla da bowling, entra nella stanza e dopo vari minuti esce con la palla da bowling tutta insanguinata; mentre il secondo teaser trailer riprende la fuga di Kane e Lynch dentro un fast food inseguiti da un cane della polizia che raggiunge e morde Lynch a un braccio bloccandolo a terra, e Kane torna indietro e colpisce il cane con un vassoio liberando l'amico. I seguenti trailer, come poi il resto del gioco, ricreavano un look a metà tra quello di Cloverfield e quello di Gomorra.

## Accoglienza
Kane & Lynch 2: Dog Days ha ricevuto recensioni "misti o medie" su tutte le piattaforme secondo l'aggregatore di recensioni di videogiochi Metacritic.
L'AV. L'AV Club ha dato alla versione Xbox 360 una B−, dicendo che "praticamente funziona su rotaie, e a volte assume i ritmi di un coin-op duck-and-cover vecchia scuola come Time Crisis". 411Mania ha assegnato al gioco un punteggio di sei su dieci, definendolo "un gioco che dovresti noleggiare prima di acquistarlo". Alcuni adoreranno il fatto che assomigli molto a un film e contenga molte sparatorie; altri lo odieranno per lo stesso motivo. Fortunatamente, se lo provi prima di acquistarlo, saprai quasi immediatamente se questo sarà il gioco adatto o meno a te". The Escapist ha assegnato alla versione PC tre stelle su cinque, definendolo "un gioco decente, con alcune meccaniche di copertura divertenti e complessità tattica, ma il realismo visivo si dà la zappa sui piedi con situazioni non realistiche e un design dei livelli noioso".  Tuttavia, il Daily Telegraph ha assegnato alla versione Xbox 360 un punteggio di cinque su dieci, affermando: "per quanto divertente sia il multiplayer, non include nuovi sviluppi o riferimenti alla trama principale del gioco e soffre dell'assenza dei personaggi del titolo. Il fatto che la campagna richieda solo circa cinque ore per essere completata alimenta ulteriormente la sensazione che Dog Days sia un pacchetto incompleto e imperfetto". Allo stesso modo Tae K. Kim di GamePro ha assegnato alla stessa versione per console due stelle e mezzo su cinque, dicendo: "Mi sentivo come se avrei potuto sviluppare una sorta di connessione emotiva con Kane e Lynch se solo fossero stati presentati in la luce giusta, ma alla fine, l'unica cosa che ho provato alla fine del tempo trascorso con il gioco è stato un vago senso di sollievo per non dover passare più tempo in loro compagnia". Ben "Yahtzee" Croshaw di Zero Punctuation ha analizzato pesantemente il gioco, dicendo: "non c'è niente di divertente nel gioco. Nessun leggero sollievo. Solo un pezzo di nauseante spiacevolezza dopo l'altro". In seguito l'ha considerata la peggior partita del 2010.

### Vendite
Nella sua settimana di debutto, Kane & Lynch 2 è arrivato al numero uno nella classifica britannica di tutti i formati.[45] Nella sua seconda settimana, il gioco è sceso al numero due nella classifica di tutti i formati del Regno Unito, nonostante le vendite siano aumentate di un terzo.